# Rhinocricus phthisicus
Rhinocricus phthisicus är en mångfotingart som beskrevs av Carl 1912. Rhinocricus phthisicus ingår i släktet Rhinocricus och familjen Rhinocricidae. Inga underarter finns listade i Catalogue of Life.